# Shiveluch
El Shivéluch ([ʂɨˈvʲeɫʊt͡ɕ] en ruso: Шивелуч, Sheveluch (Шевелуч) o Sopka Shivéluch, es el volcán activo más septentrional del krai de Kamchatka, Rusia. Es uno de los volcanes más grandes y activos de Kamchatka.

## Geología
El Shivéluch pertenece al grupo de volcanes Kliuchevskaya. Se compone de tres elementos: el estratovolcán, el antiguo Shivéluch (Старый Шивелуч); una antigua caldera; y los volcanes activos, jóvenes Shivéluch (Молодой Шивелуч), con una altura de unos 2800 metros. El Shivéluch es uno de los mayores y más activos volcanes de Kamchatka. Se trata de un estratovolcán compuesto por capas alternas de ceniza solidificada, lava endurecida y rocas volcánicas.
La localidad más cercana al volcán es Kliuchí, situada a 50 km, siendo suficientemente pequeña como para ser evacuada rápidamente en caso de erupción.

## Erupciones
Las erupciones más recientes del Shivéluch se iniciaron el 15 de agosto de 1999 y continuaron en 2010. En 2011 volvió a entrar en erupción. Así también hizo el 27 de febrero del 2015, arrojando ceniza a una altura superior a los 6000 metros y alcanzando los estados de Oregón y Washington en los Estados Unidos. Posteriormente el 30 de diciembre de 2018.
El 11 de abril de 2023 de nuevo entra en erupción tras una fuerte explosión, se sirnió una gran nube de ceniza, cerca de 20 km de altura, hacia el cielo sobre un área de 108 000 km, la magnitud de la erupción fue tal, que científicos rusos estimaron que la enorme cantidad de gases y ceniza arrojada a la atmósfera disminuirían la temperatura global 0.1° Celsius. Hasta el momento ha sido la segunda erupción volcánica más potente registrada en lo que va del siglo XXI, sólo superada por la erupción del volcán Hunga Tonga a inicios del año 2022.
El volcán volvió a entrar en erupción el 18 de agosto de 2024, tras registrarse un terremoto de magnitud 7,0 en la costa este, arrojando columnas de ceniza a 5 kilómetros de altura sobre el extremo oriental de la península de Kamchatka y provocando brevemente una advertencia de “código rojo” para los aviones.

## Galería

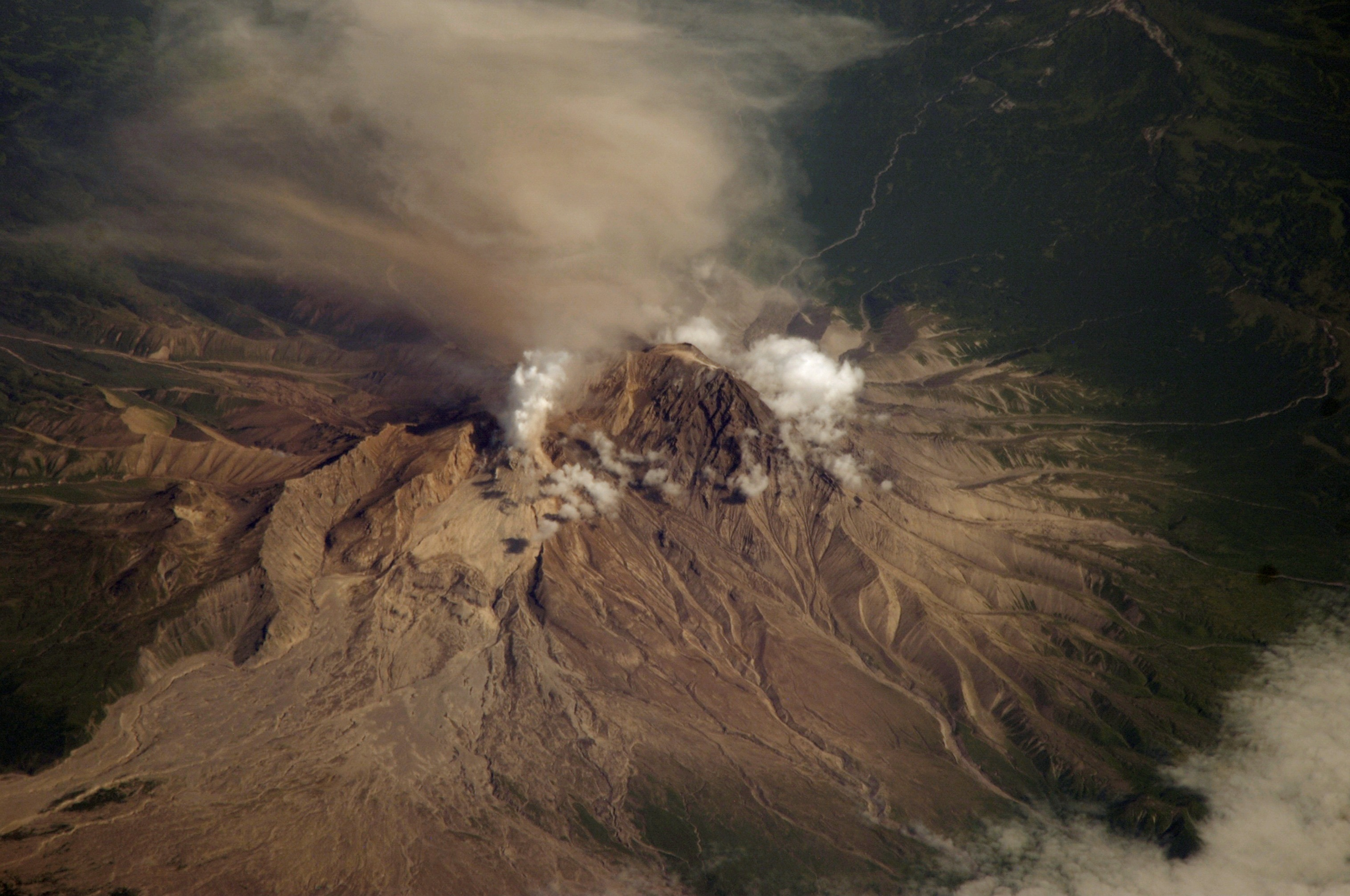
El Shivéluch en erupción, tomado desde la ISS 2007